# Wat Phra Kaew
Chùa Phật Ngọc hay Wat Phra Kaew (tiếng Thái: วัดพระแก้ว, đọc là wắt-p'rắ-keo^ ), tên chính thức là Wat Phra Sri Rattana Satsadaram (tiếng Thái: วัดพระศรีรัตนศาสดาราม, phiên âm: wắt-p'rắ-xỉ-rắt-tặ-nắ-xạt-xặ-đa-ram ) là một ngôi chùa ở thủ đô Bangkok, Thái Lan và được xem là ngôi chùa linh thiêng nhất ở nước này. Chùa tọa lạc tại trung tâm lịch sử Bangkok (quận Phra Nakhon), bên trong khuôn viên của Cung điện Hoàng gia Thái Lan.
Việc xây dựng ngôi chùa này bắt đầu khi vua Phật Yodfa Chulaloke (Rama I) dời kinh đô từ Thonburi đến Bangkok năm 1785. Wat Phra Keo nằm cạnh Cung điện Lớn và có tầm quan trọng bậc nhất trong các ngôi chùa nổi tiếng của Thái Lan, được xem như nhà chùa của Hoàng gia, với diện tích rộng đến 945.000 m², bao gồm hơn 100 tòa nhà cao tầng, và là ngôi chùa duy nhất không có sư sãi. Chùa nổi tiếng không chỉ vì vẻ đẹp của nhiều kiểu kiến trúc, mà còn vì bức tượng Phật bằng ngọc bích thiêng liêng nhất trong hằng hà sa số tượng Phật trên vương quốc. Không giống các ngôi chùa khác, chùa này không có khu nhà ở cho các vị sư mà chỉ có các tòa nhà được trang trí các cảnh linh thiêng, các bức tượng.

## Các công trình tham quan chính theo bản đồ

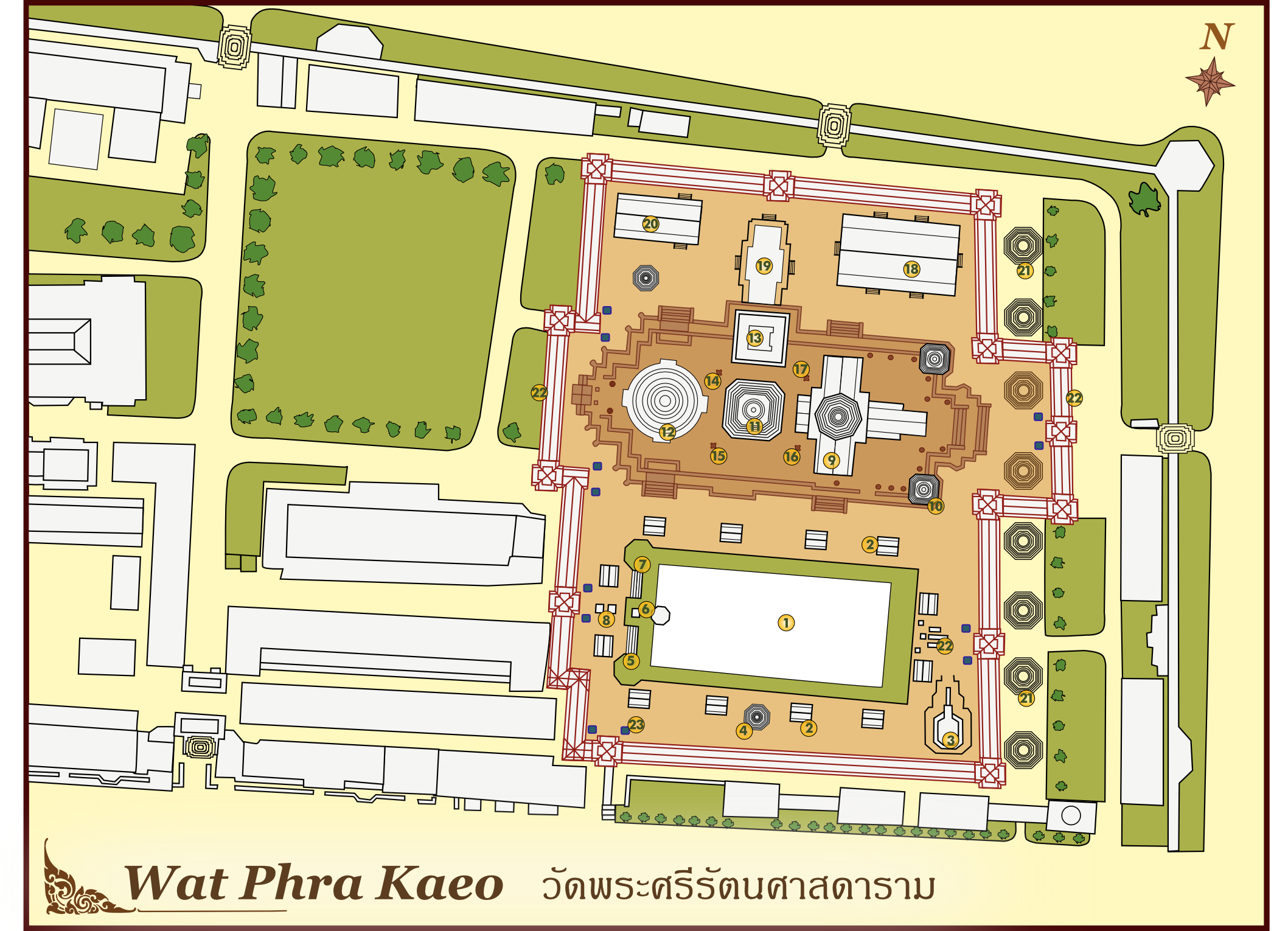
Bản đồ tham quan chùa Phật Ngọc - Wat Phra Keaw

## Nét đặc sắc của chùa

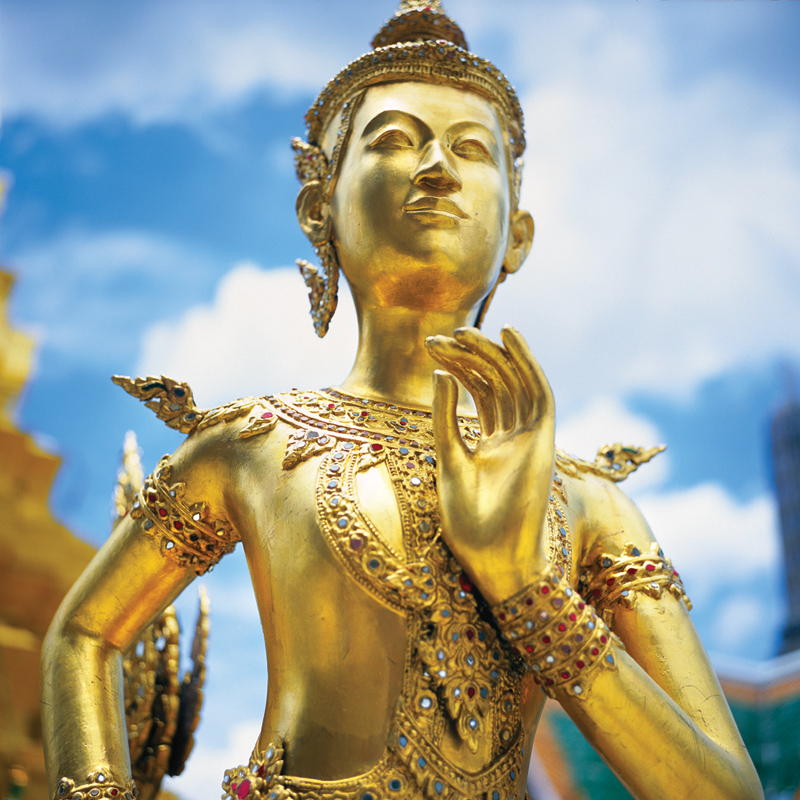
Thần điểu Kinnaree (กินรี)- nửa người, nửa chim - linh vật linh thiêng trước chùa

## Các hình ảnh

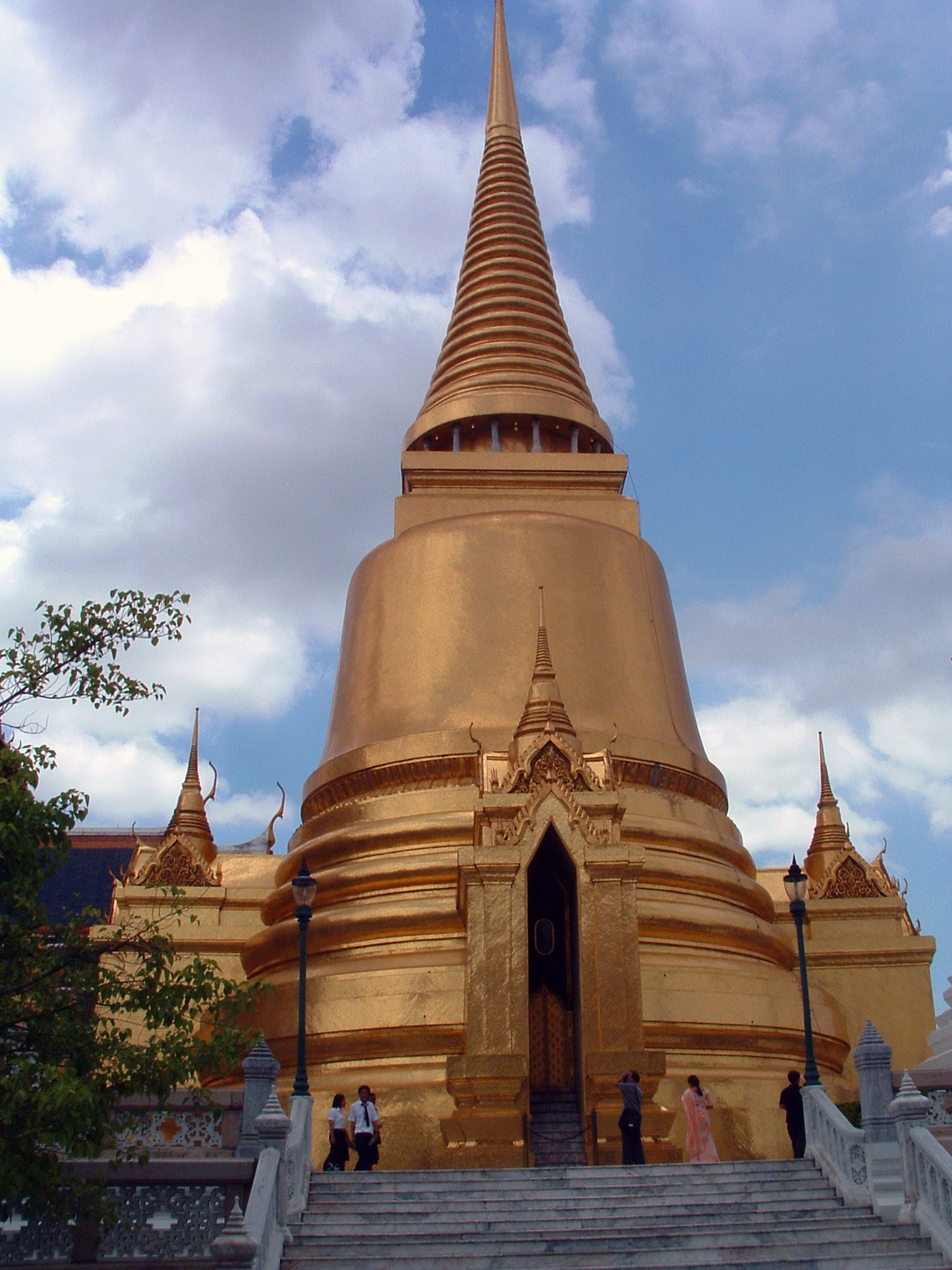
Chedi Phra Sri Rattana trong chùa
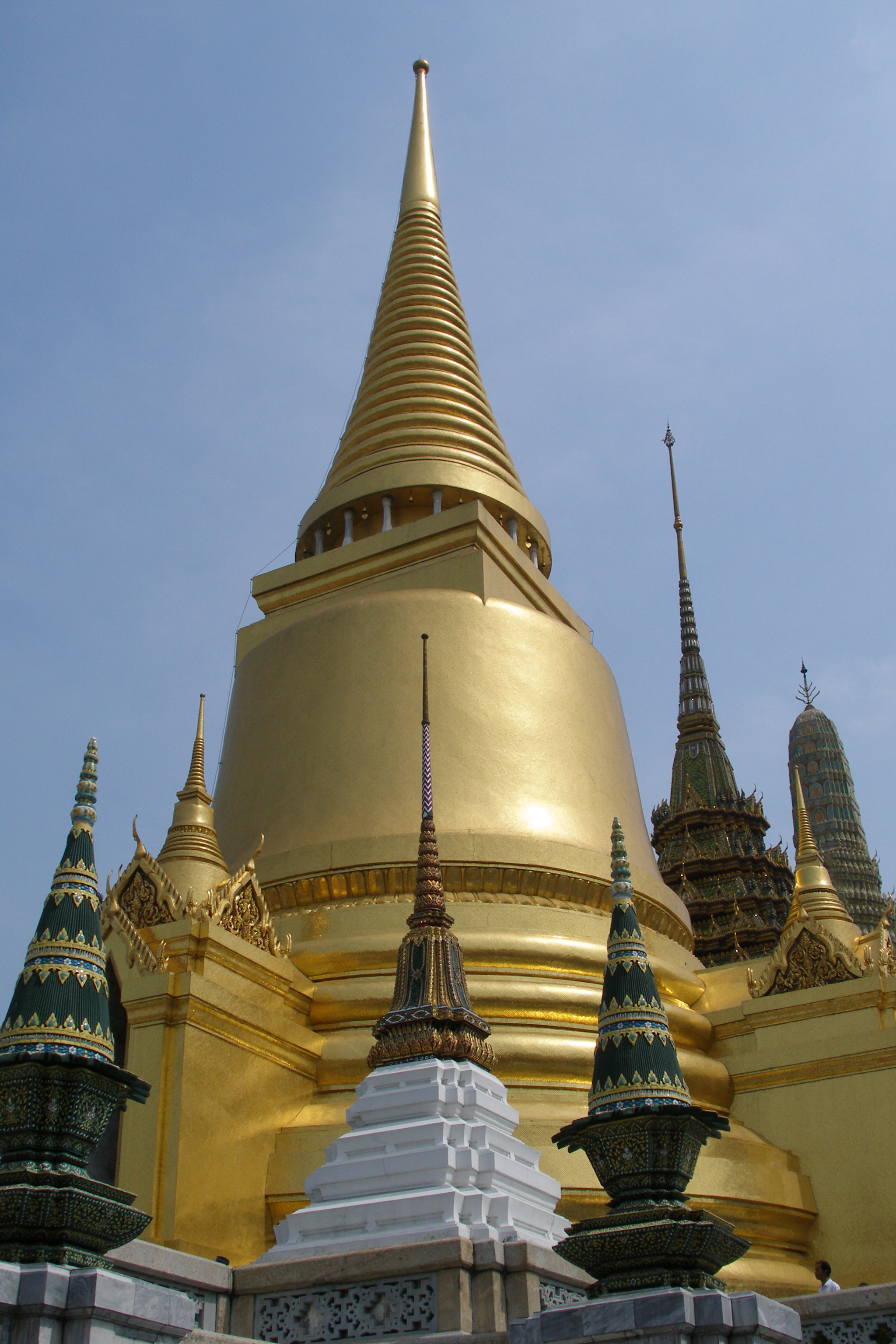
Phra Sri Rattana Chedi
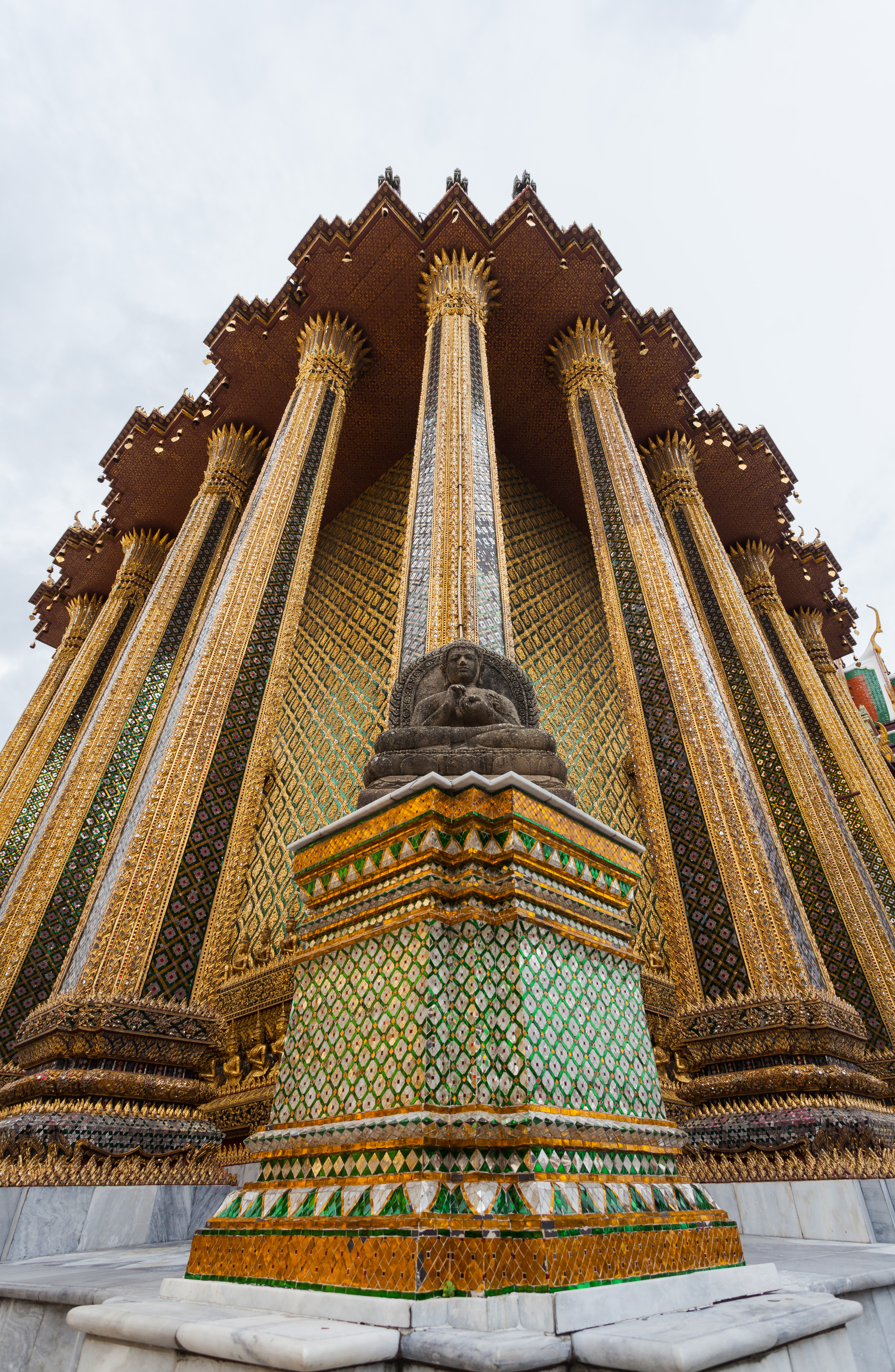
Thư viện Phra Mondop
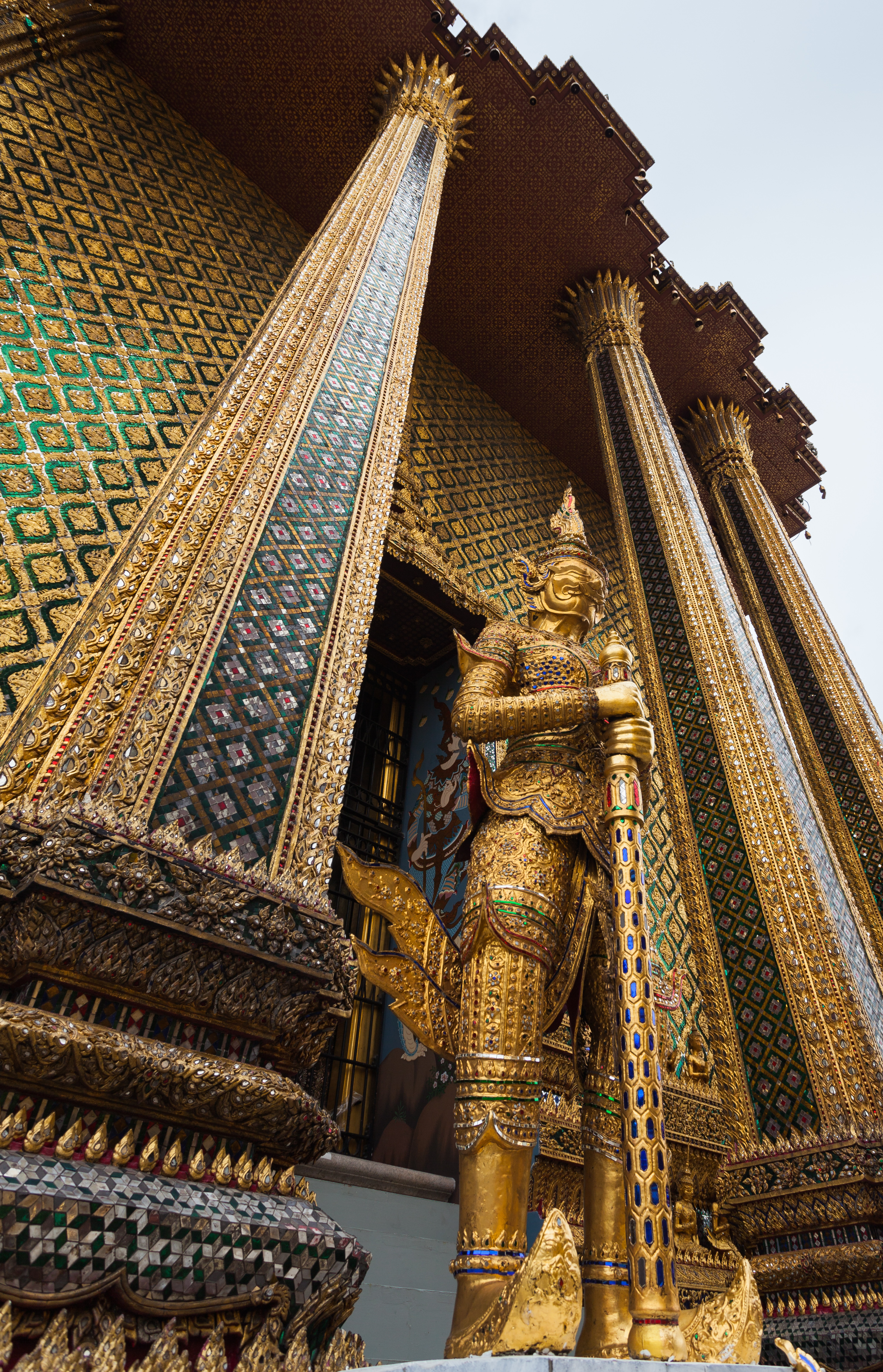
Khuôn viên thư viện Phra Mondop
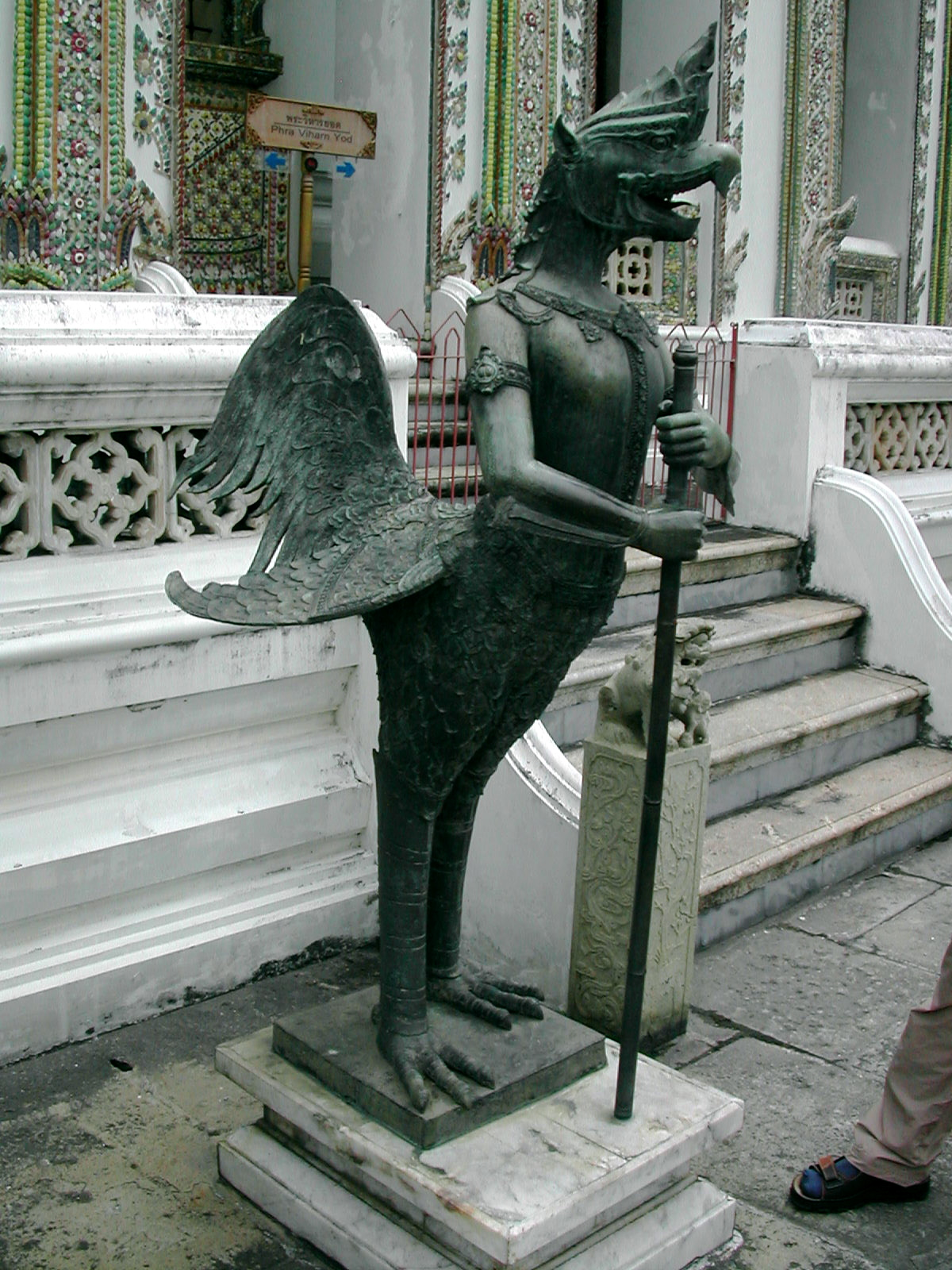
Thần điểu Nok Tantima, canh gác bên ngoài Viharn Yod
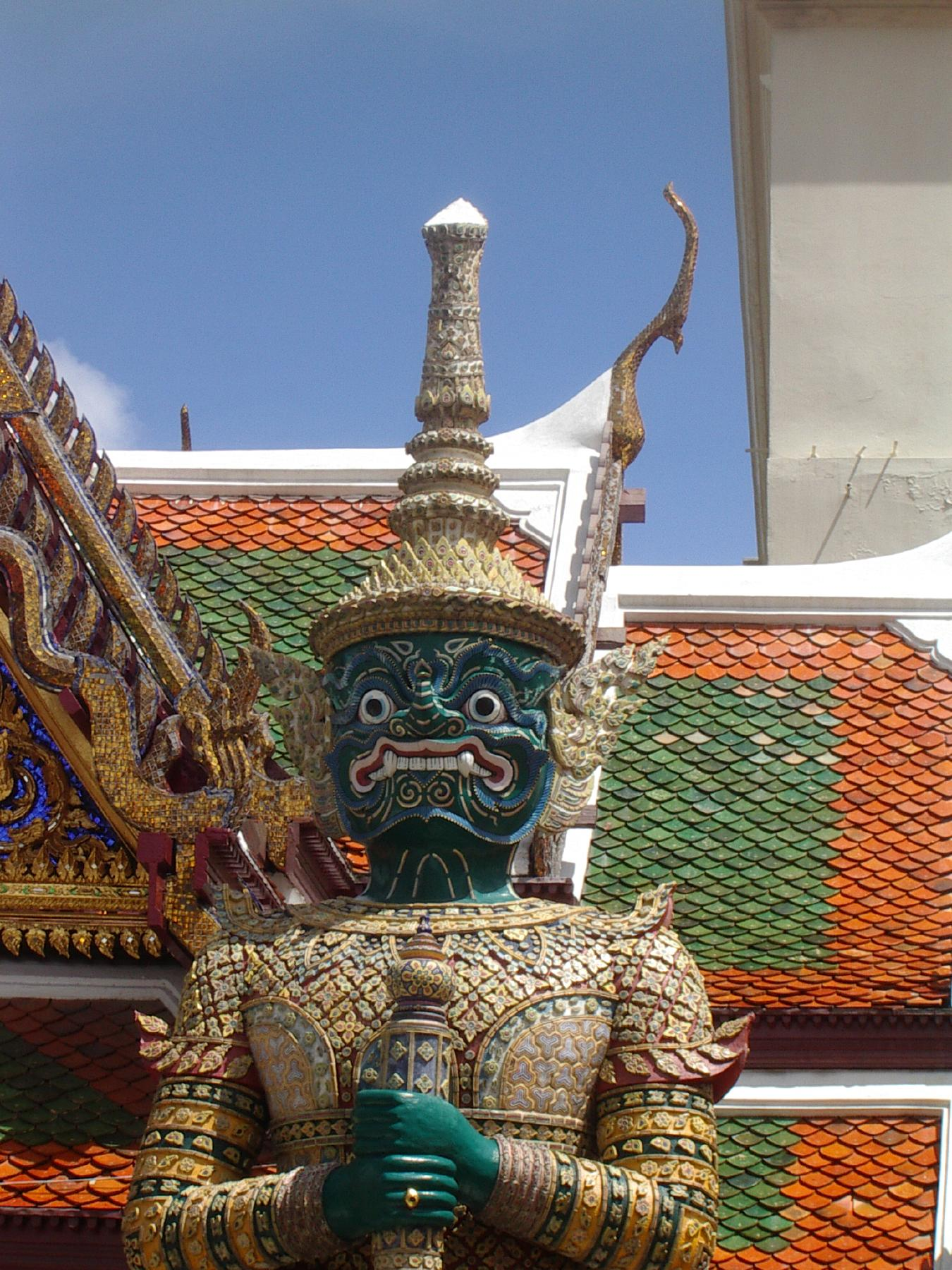
Tượng thần Yak - vị thần bảo vệ bên ngoài Wat Phra Keaw
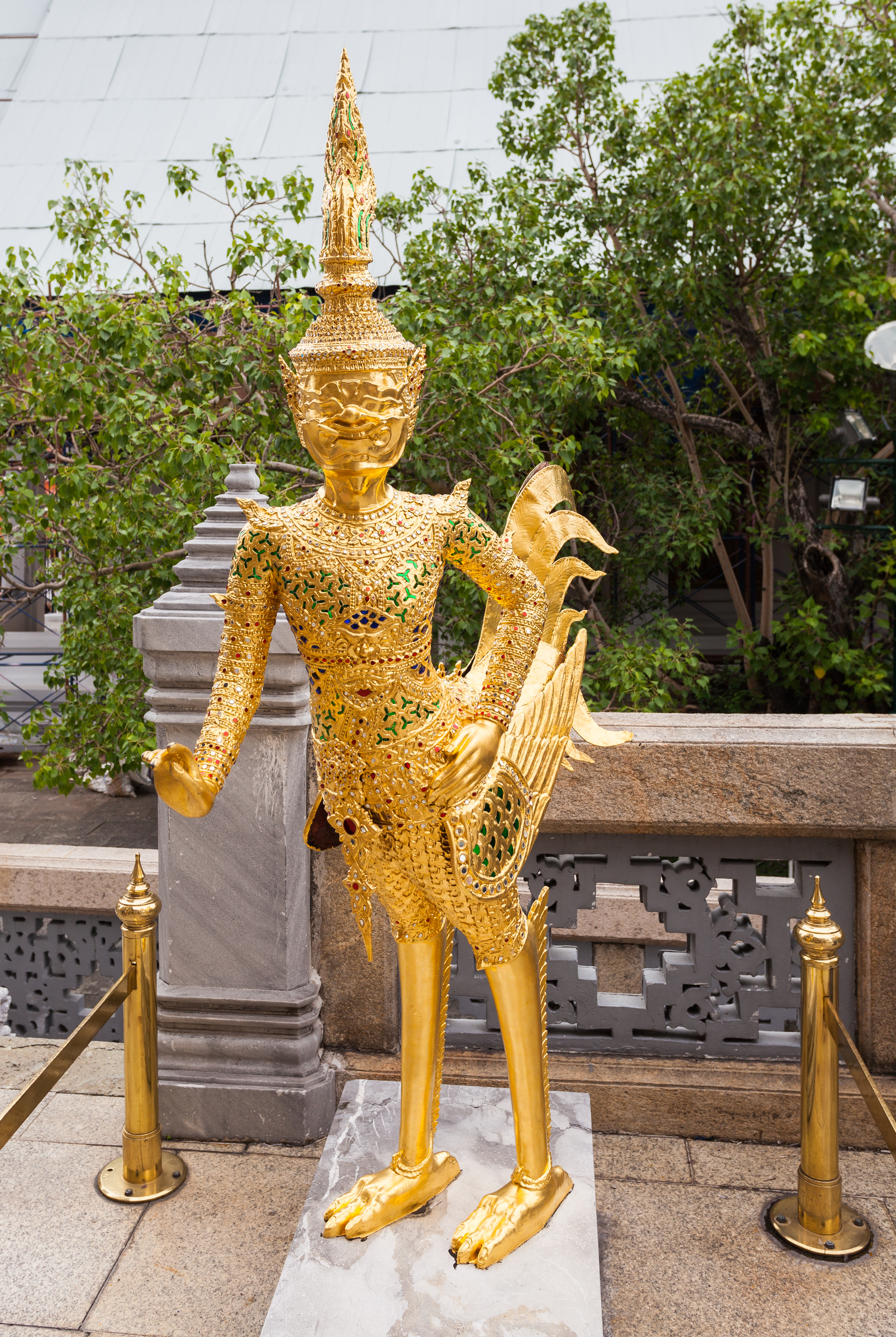
Thần điểu Karine - nửa người, nửa chim
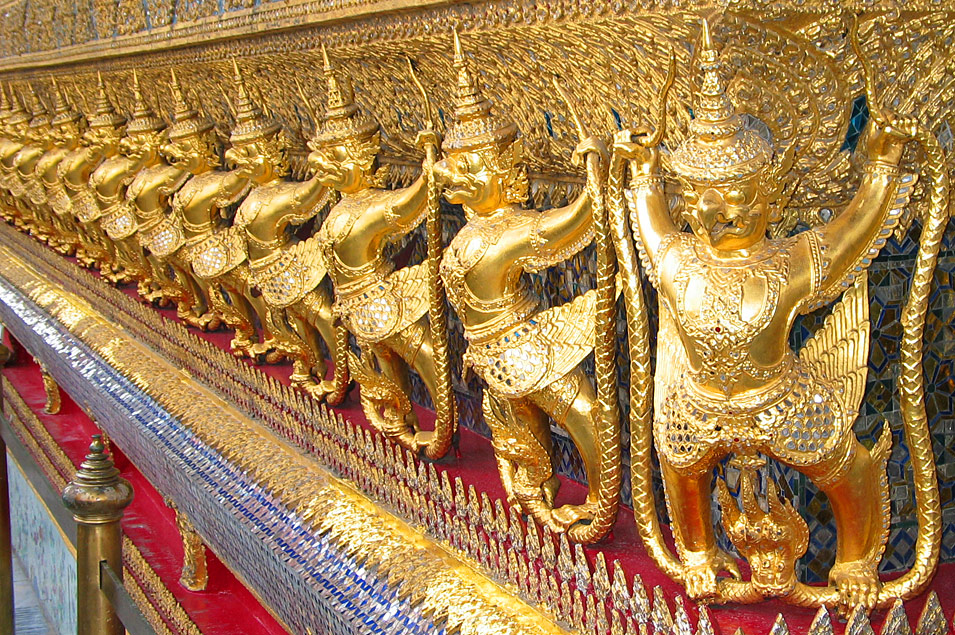
Chim thần Garuda trang trí viêm
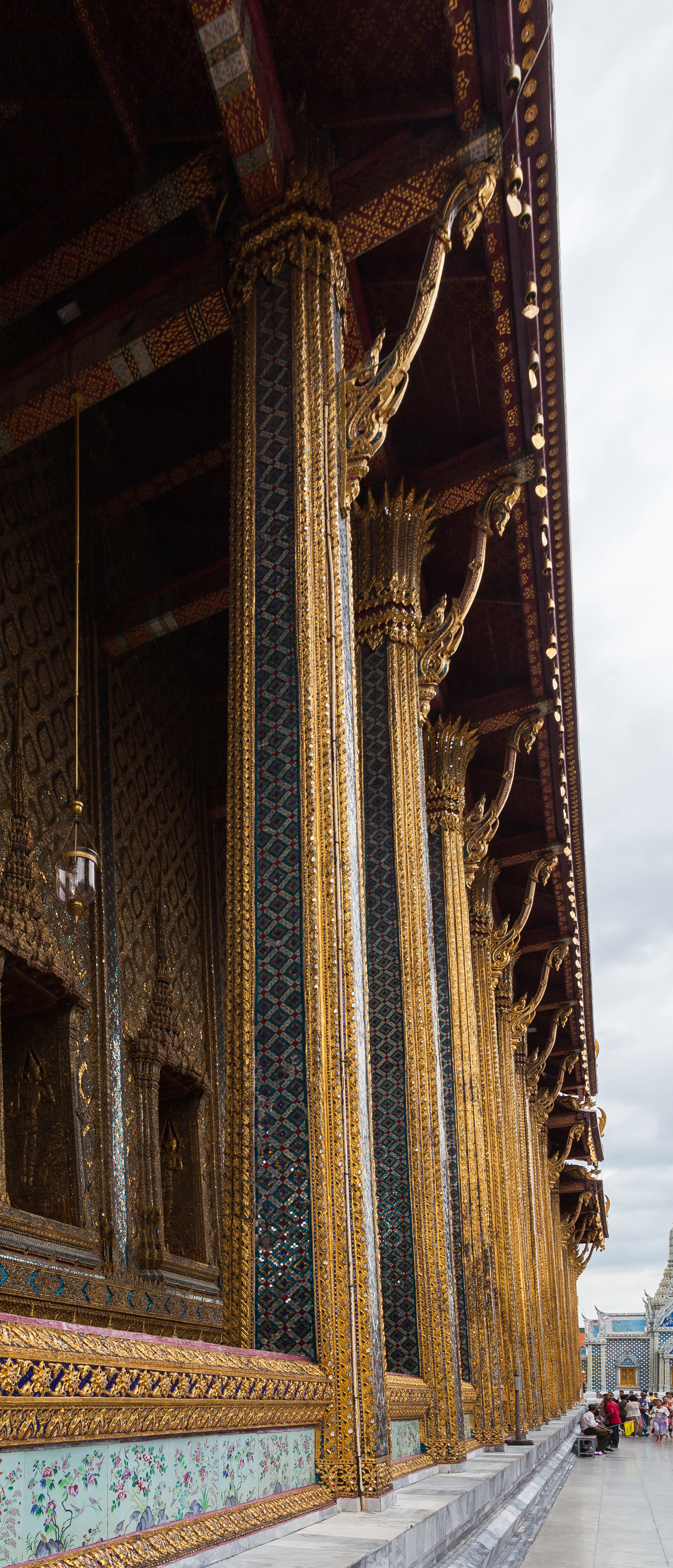
Wat Phra Kaew
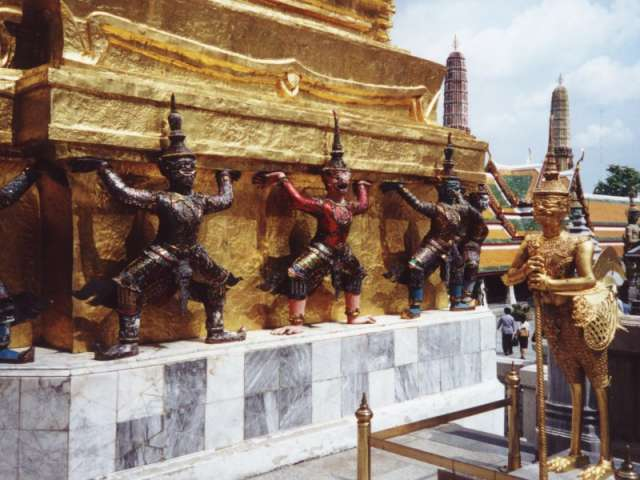
Chedi vàng
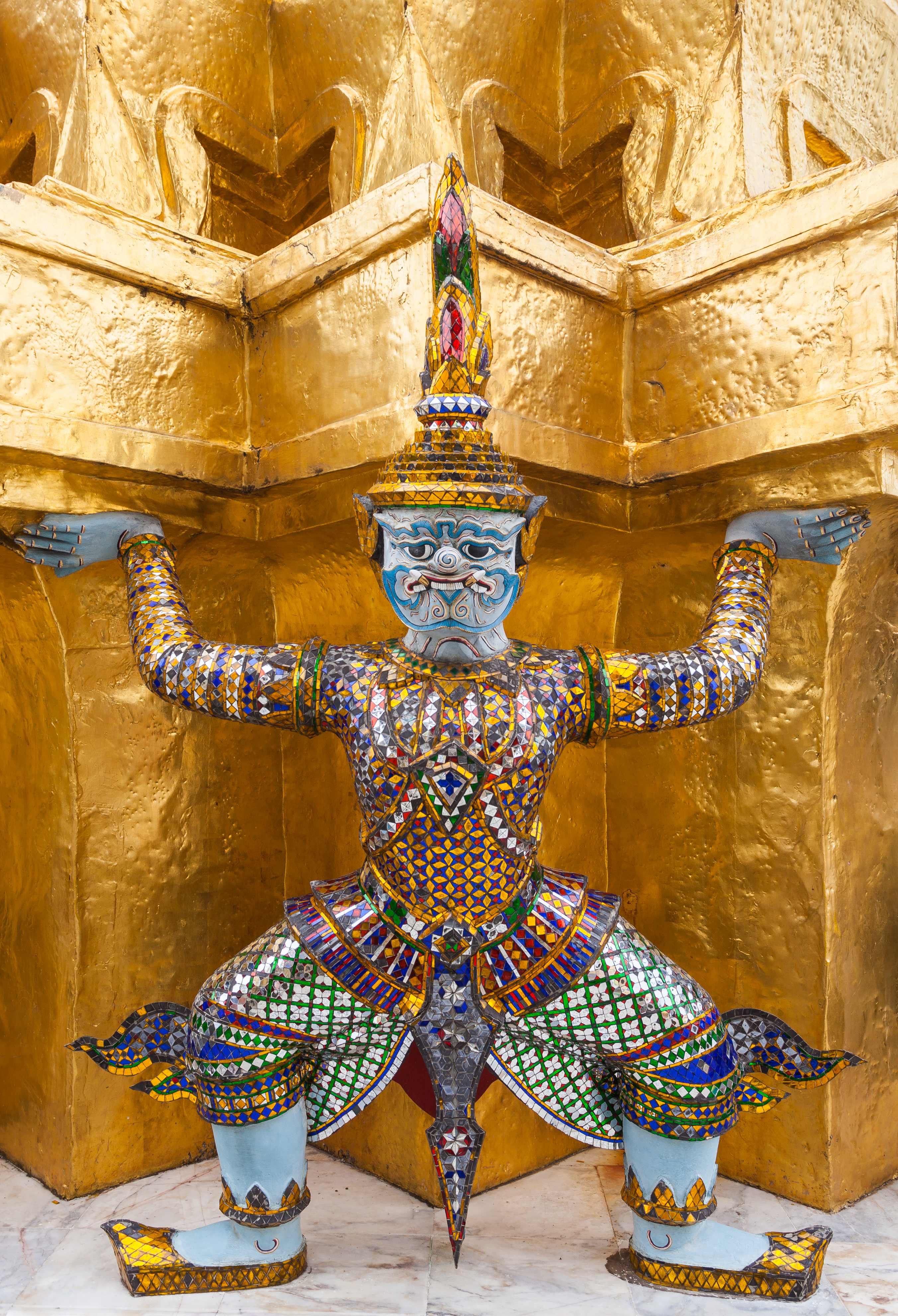
Một kiểu chống đỡ của Demon ở chedi vàng